# Мейер, Егор Егорович
Егор Егорович Мейер (1823—1867) — русский художник-пейзажист, академик Императорской Академии художеств.

## Биография

### Тайна рождения
Источники указывают, что родился он в Новгороде, «от свободного состояния иностранного негоцианта Мейера и незнакомой особы».
Воспитывался  в семье  Петра Ивановича Рикорда, который в 1835 году указывал: «Свидетельство. Воспитанник мой Георгий Мейер родился 14 марта 1822 г. от свободного состояния иностранного негоцианта Мейера и крещен в греческую веру в Новгороде, в Градской Дмитриевской церкви священником Алексеем Иванским. Вице-адмирал Рикорд». Этот год и указывается в каталогах . Есть указания также на 1820-й год.
В то же время имеется такой документ от 2 апреля 1835 года:

Свидетельство. По Указу Его Императорского Величества, Новгородская духовная консистория, слушав:
 
1 — отношение вице-адмирала Рикорда, при коем доставил копию с свидетельства, данного Новгородской градской Димитриевской церковью священником Иванским, о рождении юноши Георгия Мейера, родившегося от неизвестной особы и крещенного 14 марта 1823 г.…
 
2 — выдать справку, по коей оказалось, что младенца Георгия, родившегося от неизвестной особы, по метрическим Новгородской градской Димитриевской церкви за 1823 г. книгах, в числе родившихся записанным не оказалось.

3 — показание Новгородской градской церкви священника Алексея Иванского, коим он показывал, что действительно в 1823 г. 14 марта он крестил младенца Георгия…, о родителях коего повивальная бабка ему священнику не объявила, а только говорила, что младенец сей есть незаконнорожденный по фамилии Мейер; коему и восприемником он был.
— РГИА. Ф. 789. Оп. 14. № 41-«М». Дело художника Мейера, 1863—1868 гг. С. 20.

### Жизнь и творчество
В 1839 году Егор Мейер стал вольноприходящим учеником Академии художеств в Санкт–Петербурге: обучался по классу перспективного пейзажа у М. Н. Воробьёва. Уже в 1839 году он получил серебряную медаль.
В 1841—1842 гг. он участвовал в экспедиции географа и геолога П. А. Чихачева по Восточному Алтаю и Западному Саяну «для снятия видов с натуры». За виды из этой экспедиции «Цепь гор Шабарине-Ола с долиной и рекой Олаш в китайской провинции Уло-Тай» и «Ущелье Карасу близ китайской границы» он в 1843 году получил в Академии художеств серебряную медаль 1-й степени.
В 1844 году жил в Одессе. В начале 1845 года он был направлен на Кавказ, в качестве художника при графе М. С. Воронцове. Весной 1845 года, 27 апреля, Мейер женился на дочери чиновника 9-го класса Софье Васильевне Черниковой и летом отправился с ней в путешествие по Лифляндской, Эстляндской и другим губерниям.
В 1845 году Е. Мейер получил от Академии Художеств звание художника XIV класса за картину «Источник, протекающий в лесу» и был награждён за неё большой золотой медалью. Получив право шестигодичной пенсионерской поездки за границу, выехал в Италию в 1846 году. Но в 1849 году вынужден был вернуться в Россию вместе с Палов Риццони и путешествовал по югу России, в основном — по Харьковской и Полтавской губерниям с сохранением пенсионерства. Однако средств не хватало — в августе 1851 года в письме к конференц-секретарю императорской Академии художеств В. И. Григоровичу писал: «Не посылаю в Академию на академика картины, хотя их было три, но, увы, деньги нужны семье, и я их продал». Весной 1852 года он отправился на этюды в Крым, где пробыл полтора года. Из поездки в Санкт-Петербург была привезена картина «Горное ущелье», за которую осенью 1853 года Мейер был получил звание академика Императорской Академия художеств.

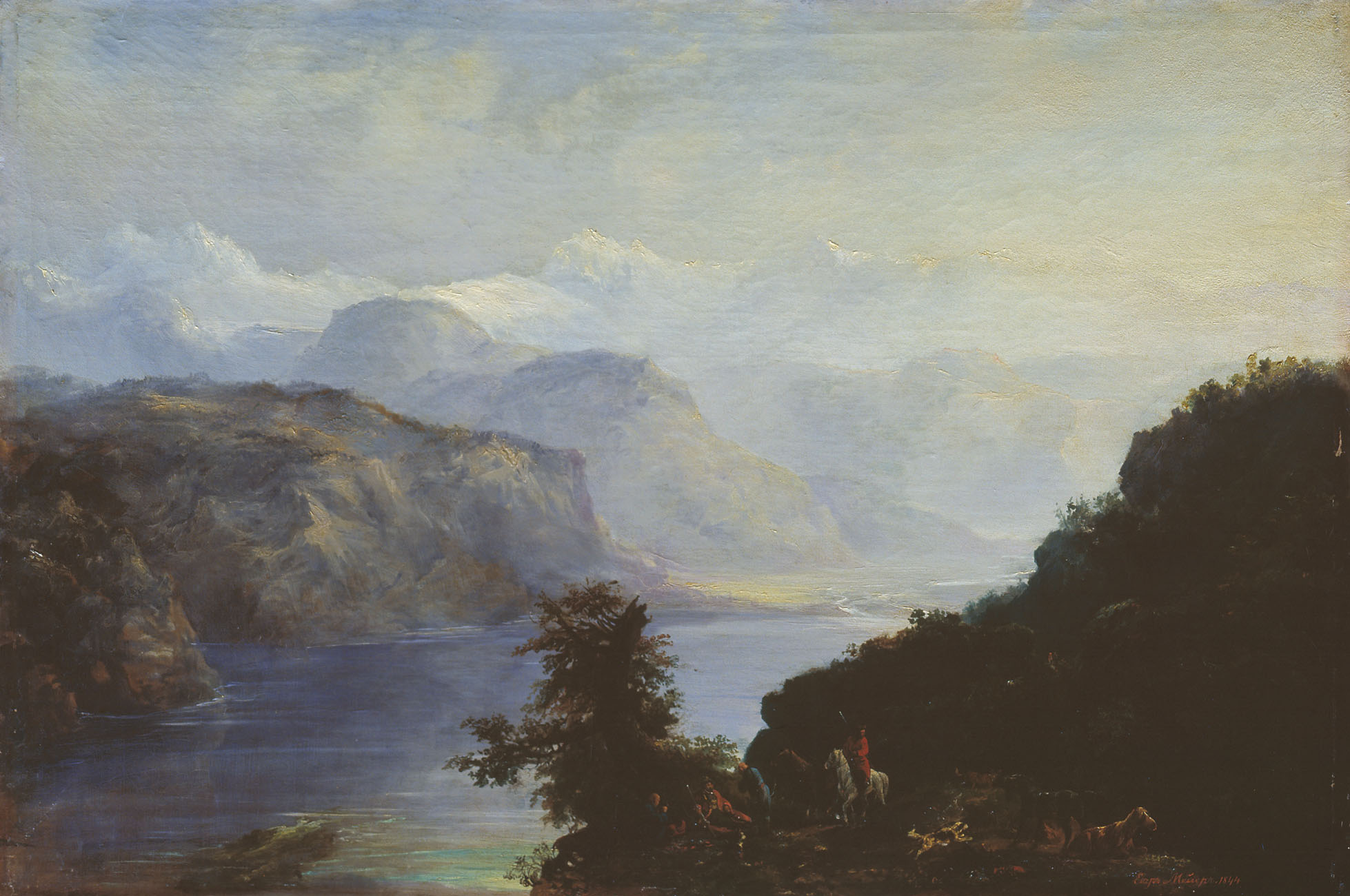
Горное озеро (1844).
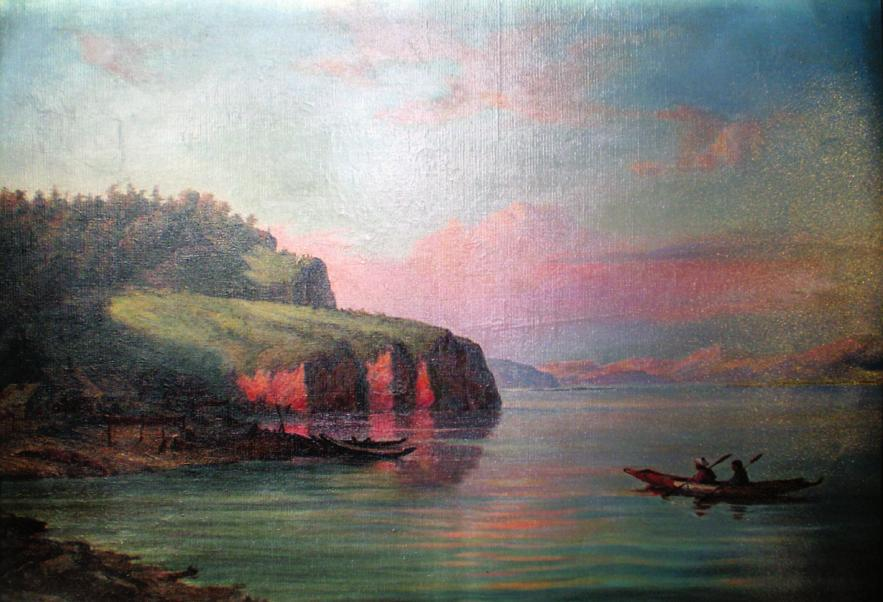
Селение Тыр на правом берегу реки Амур.
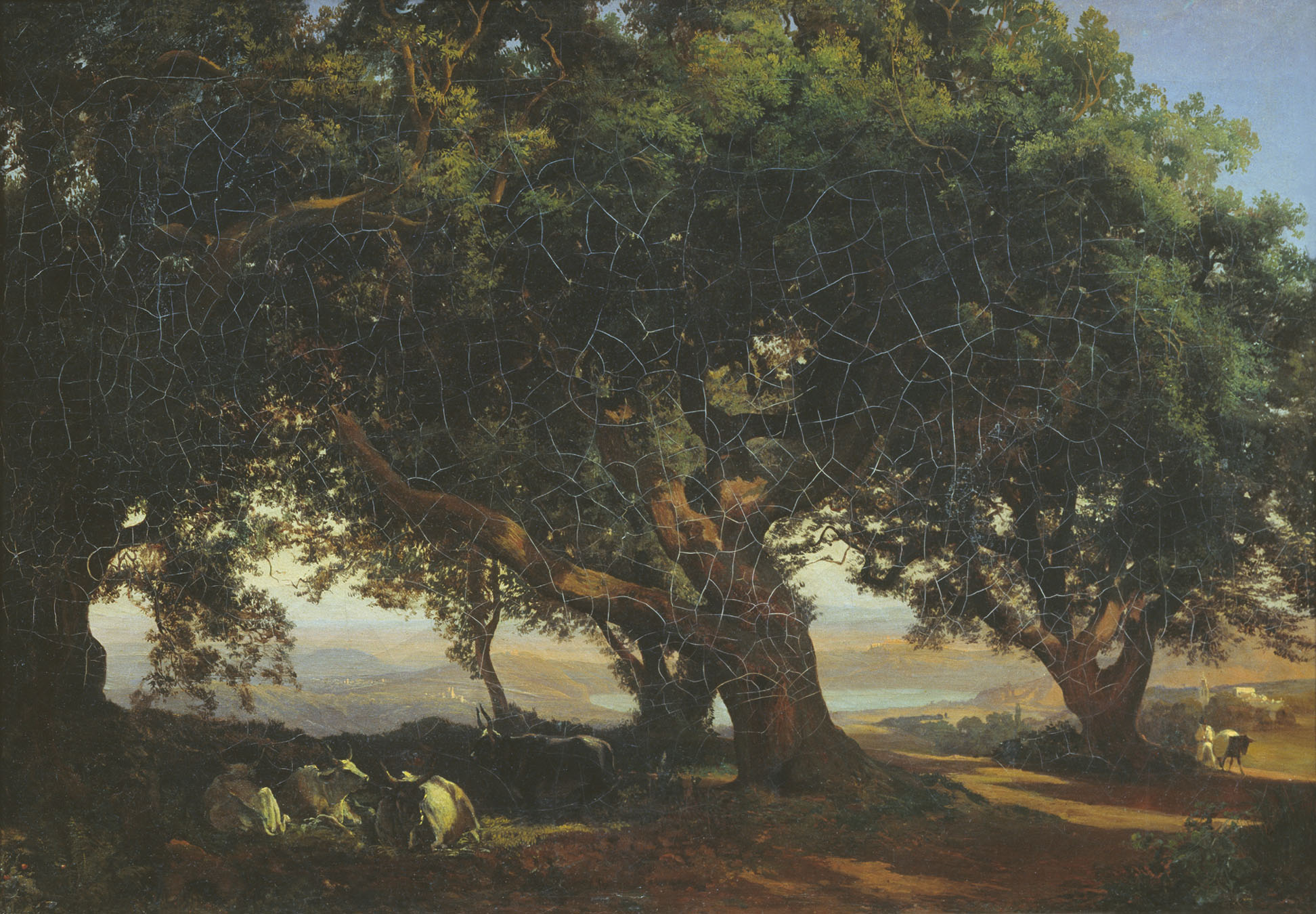
Пейзаж.

В 1855 году Е. Е. Мейер отправился в путешествие по Сибири и на Амур. Много жил в Николаевске, получив под жилье и мастерскую уютный дом. Встречался и работал с известными исследователями Дальнего Востока, иллюстрировал книги исследователя Р. К. Маака о его путешествиях на Амур и Уссури, украсив их прекрасными рисунками этнографических типажей, пейзажей Приамурья, утвари, оружия, жилищ, средств передвижения коренных народов, населяющих эти земли. Современники отмечали, что Е. Е. Мейер с академической достоверностью запечатлел строительство первых на Дальнем Востоке российских городов: Николаевска, Благовещенска, Хабаровска, Владивостока, Иркутска, китайского Айгуна, казачьих станиц и переселенческих посёлков. Е. Е. Мейер оказался единственным художником, запечатлевшим легендарный фрегат «Паллада» в Императорской Гавани до его потопления.
В декабре 1858 года он был награждён орденом Св. Станислава 2-й степени, а в августе 1859 произведён в чин коллежского асессора. В 1859 году участвовал в новой экспедиции, отправленной на Дальний Восток — официально он числился землемером Приморской области Восточной Сибири. В 1860—1862 годах служил «при Начальнике Иркутской губернии» в должности архитекторского помощника.
Не дослужив одного года, по расстроенному здоровью, не позволившему ему более оставаться в Сибири, он возвратился в 1863 году в Петербург. Нуждавшемуся художнику, Министерство Императорского Двора, сделало по просьбе Академии художеств заказы на выполнение картин, изображающих виды Приамурского края. Одновременно, жена художника, Софья Васильевна Мейер, опасаясь вследствие недостатка средств остановить художественное образование своих дочерей: Марии, обучавшейся гравированию на дереве, и Веры, уже получившей от Императорской Академии художеств две медали за живопись, просила о продолжении выдавать содержание её дочерям из кабинета Его высочества.
Егор Егорович Мейер «умер в больнице Св. Марии Магдалины 29 января (10 февраля) 1867 года и был погребён на  Смоленском православном кладбище» в Санкт-Петербурге 31 января 1867 года (Петербургский некрополь указывает, что на кладбище был похоронен, умерший 29 января 1867 года, Пётр Георгиевич Мейер). Картину «Вид города Иркутска» дописывал академик пейзажной живописи В. М. Резанов. Его жена в том же году, 24 сентября вышла замуж за надворного советника В. В. Дерикера. 
Е. Е. Мейер был наставником в живописи Софьи Васильевны, младшей дочери Марии Ивановны и Василия Александровича Сухово-Кобылиных. Также его учеником был Николай Атрыганьев.

## Комментарии
1. ↑  Вера Егоровна Мейер была удостоена 2-й серебряной медали: 3 сентября 1861 года — за портреты, а 1 сентября 1863 года  — за картину, изображающую крестьянскую девушку, считающую деньги. 13 декабря 1865 года ей был выдан диплом на звание художника, по которому она имела право «преподавать уроки рисования в женских институтах, гимназиях и других учебных заведениях». Вера Егоровна Мейер стала женой известного художника П. П. Чистякова.